# Józef Uller
Józef Uller (ur. 19 września 1889 w Mrzezinie, zm. 11 października 1975 w Sopocie), działacz Polonii w Wolnym Mieście Gdańsku, prezes sopockiego oddziału Gminy Polskiej i Gminy Polskiej Związku Polaków (1933–39).
Urodził się w kaszubskiej rodzinie niedaleko Pucka. W 1913 roku zamieszkał w Sopocie, gdzie zaangażował się w polski ruch społeczny i narodowy, podejmując współpracę m.in. z Antonim Abrahamem, Leonem Schulzem i Władysławem Ulatowskim.
Pracował na stanowisku starszego ekspedienta na Poczcie Polskiej w Gdańsku 1920-wrzesień 1939, gdzie sumiennie wypełniał swoje obowiązki.
Po ustąpieniu Piotra Bresińskiego w 1933 roku przejął kierownictwo nad sopockim oddziałem Gminy Polskiej. 
Od czerwca 1937 do września 1939 roku był przewodniczącym sopockiego koła Gminy Polskiej Związku Polaków. 
W latach 1939–45 ukrywał się na terenie Pomorza - władze niemieckie wyznaczyły za niego 10 tysięcy marek nagrody.  
Po II wojnie światowej otrzymał Krzyż Kawalerski Orderu Odrodzenia Polski. 